# John Gavin
Pour les articles homonymes, voir Gavin.
John Anthony Golenor, dit John Gavin, né Juan Vincent Apablasa le 8 avril 1931 à Los Angeles (Californie) et mort le 9 février 2018 à Beverly Hills, est un acteur américain et ambassadeur des États-Unis au Mexique de 1981 à 1986.

## Biographie

### Enfance et formation
Né Juan Vincent Apablasa Jr., John Gavin est d'ascendance mexicaine, chilienne et espagnole, et parlait couramment l'espagnol. Son père, Juan Vincent Apablasa, est d'origine chilienne, et ses ancêtres paternels, dont Cayetano Apablasa, étaient parmi les premiers propriétaires fonciers en Californie alors encore sous domination espagnole. La mère de John Gavin, Delia Diana Pablos, est issue de la famille historiquement influente Pablos dans l'État mexicain de Sonora. Environ deux ans après la naissance de John Gavin, sa mère a obtenu le divorce. Son second mariage a permis à Ray Golenor d'adopter John et a changé son nom en John Anthony Golenor.

### Carrière militaire
Trop jeune pour participer à la Seconde Guerre mondiale, il a servi dans l'armée pendant la guerre de Corée.
Nommé dans la marine américaine en 1952 comme officier, il a servi dans le renseignement aéronaval jusqu'à sa libération en 1955.

### Carrière au cinéma
John Gavin est le jeune premier romantique de l'après-guerre.
D'une grande beauté, dans la lignée de Cary Grant (moins l'humour) et Rock Hudson, il est choisi par Douglas Sirk (qui consacra Hudson) pour être le héros de deux mélodrames brillants : Le Temps d'aimer et le Temps de mourir, une adaptation d'un roman de Erich Maria Remarque, et Mirage de la vie, où il a pour partenaire Lana Turner. En 1960, il figure en bonne place dans Spartacus de Stanley Kubrick et dans la scène d'ouverture de Psychose d'Alfred Hitchcock. 
Partenaire romantique de Doris Day (Piège à minuit), puis de Sophia Loren (Scandale à la cour) et de Susan Hayward (Histoire d'un amour), sa carrière de jeune premier se marginalise dès 1961 et menace de sombrer dans la mièvrerie, car il est régulièrement associé à Sandra Dee, notamment dans Romanoff et Juliette de Peter Ustinov, une adaptation parodique de Shakespeare où il joue un Roméo devenu le fils d'un ambassadeur russe. John Gavin accepte alors des rôles plus diversifiés. Il interprète, en 1967, le rôle-titre dans Pedro Páramo, un film mexicain réalisé par Carlos Velo d'après le roman éponyme de Juan Rulfo, puis accepte d'être Hubert Bonisseur de La Bath dans Pas de roses pour OSS 117 du Français André Hunebelle en 1968 et, l'année suivante, fait partie de la distribution internationale de La Folle de Chaillot, tourné en Grande-Bretagne, ce qui constitue son baroud d'honneur. Il ne tournera plus ensuite qu'une poignée de films pour le cinéma, d'horreur en général, dont La casa de las sombras au côté d'Yvonne De Carlo en 1976. 
Cependant, en 1971, les producteurs de James Bond annoncent que Gavin, (bien que de nationalité américaine, ce qui est contraire au cahier des charges de la société Eon, qui veut que Bond doit être interprété par un britannique ou venant d'un pays membre du Commonwealth) succèdera à George Lazenby dans le rôle-titre mais finalement, à la suite des démarches de David Picker de United Artists, c'est Sean Connery qui reprendra le rôle pour Les diamants sont éternels. Malgré tout, il reçut son cachet sans avoir joué, ainsi que l'explique le coproducteur Albert R. Broccoli dans ses mémoires When The Snow Melts. En 1973, Sean Connery refusant définitivement de revenir pour le James Bond suivant, Vivre et laisser mourir, John Gavin est à nouveau pressenti parmi d'autres comédiens, mais cette fois, le coproducteur Harry Saltzman estime que sa nationalité américaine est un problème et le rôle est donc attribué à Roger Moore.
Dans la version française de Pas de roses pour OSS 117 contrairement à ses prédécesseurs Kerwin Mathews et Frederick Stafford, John Gavin est doté d'une voix à l'accent américain.
Sa carrière à la télévision s'avère très décevante : des participations à Mannix, La croisière s'amuse et, plus tard, L'Île fantastique et Pour l'amour du risque (ses deux derniers rôles). Seule exception notable : il prête ses traits pour incarner Cary Grant dans la biographie télévisée de Sophia Loren, avec celle-ci dans son propre rôle.

### Diplomatie

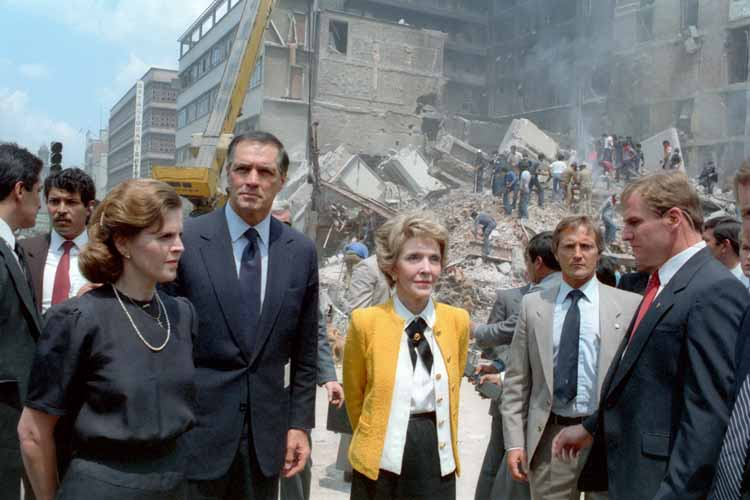
John Gavin (2e à gauche) au côté de Nancy Reagan (au centre) après le séisme de 1985 à Mexico.

Par ses origines, John Gavin parle couramment l'espagnol. Il sera nommé ambassadeur des États-Unis au Mexique par son ami le président Ronald Reagan en mai 1981.

### Mort
John Gavin meurt le 9 février 2018 à l’âge de 86 ans.

### Vie privée
Divorcé de Cicely Evans, avec laquelle il a eu deux filles, John Gavin a été marié de 1974 à sa mort avec l'actrice Constance Towers.

## Filmographie

### Cinéma
- 1956 : La Proie des hommes (Raw Edge) de John Sherwood : : Dan Kirby
- 1956 : Behind the High Wall d'Abner Biberman : Johnny Hutchins
- 1957 : Four Girls in Town de Jack Sher : Tom Grant
- 1957 : Quantez de Harry Keller : Teach
- 1958 : Le Temps d'aimer et le Temps de mourir (A Time to Love and a Time to Die) de Douglas Sirk : Ernst Graeber
- 1959 : Mirage de la vie (Imitation of Life) de Douglas Sirk : Steve Archer
- 1960 : Psychose (Psycho) d'Alfred Hitchcock : Sam Loomis
- 1960 : Spartacus de Stanley Kubrick : Jules César
- 1960 : Piège à minuit (Midnight Lace) de David Miller : Brian Younger
- 1960 : Un scandale à la cour (A Breath of Scandal) de Michael Curtiz : Charlie Foster
- 1961 : Romanoff et Juliette (Romanoff and Juliet) de Peter Ustinov : Igor Romanoff
- 1961 : Les Lycéennes (Tammy Tell Me True) de Harry Keller : Tom Freeman
- 1961 : Histoire d'un amour (Back Street) de David Miller : Paul Saxon
- 1967 : Pedro Páramo de Carlos Velo : Pedro Páramo
- 1967 : Millie (Thoroughly Modern Millie) de George Roy Hill : Trevor Graydon
- 1968 : Pas de roses pour OSS 117 (Niente rose per OSS 117) de Renzo Cerrato, Jean-Pierre Desagnat et André Hunebelle : Hubert Bonisseur de La Bath, alias OSS 117
- 1969 : La Folle de Chaillot (The Madwoman of Chaillot) de Bryan Forbes : le révérend
- 1970 : Pussycat, Pussycat, I Love You (en) de Rodney Amateau : Grant Granite
- 1973 : Nefertiti y Aquenatos, court-métrage de Raúl Araiza
- 1973 : Keep It in the Family de Larry Kent : Roy McDonald
- 1976 : La casa de las sombras de Ricardo Wullicher : Roland Stewart
- 1978 : Horrible carnage (Jennifer) de Brice Mack : sénateur Tremayne

### Télévision
- 1960 : Insight (série) : un prêtre
- 1962 : Alcoa Premiere (en) (série) : William Fortnum
- 1963 et 1965 : Suspicion (The Alfred Hitchcock Hour) (série) : Dr Don Reed / Johnny Kendall
- 1964 : Destry (série) : Harrison Destry
- 1964 : Le Virginien (The Virginian) (série) : Charles Boulanger/Baker
- 1965 : Convoy (série) : commandeur Dan Talbot
- 1970 : Cutter's Trail (téléfilm) : Ben Cutter
- 1971 : Doris comédie (The Doris Day Show) (série) : Dr Forbes
- 1973 : Mannix (série) saison 6 épisode "L'affaire Danford" : Arthur Danford
- 1976 : Médecins d'aujourd'hui (Medical Center) (série) : lieutenant-colonel Halliday
- 1977 : La croisière s'amuse (The Love Boat (série) : Dan Barton
- 1978 : Doctor's Private Lives (téléfilm) : Dr Jeff Latimer
- 1978 : Embarquement immédiat (Flying High) (série) : Sinclair
- 1978 : The New Adventures of Heidi (téléfilm) : Dan Wyler
- 1978 et 1981 : L'Île fantastique (Fantasy Island) (série) : Harry Kellino / Jack Foster
- 1979 : Doctor's Private Lives (série) : Dr Jeff Latimer
- 1980 : Sophia Loren (Sophia Loren: Her Own Story) (téléfilm) : Cary Grant
- 1980 : Pour l'amour du risque (Hart To Hart) (série) : Craig Abernathy

## Récompenses et nominations

### Récompenses
- 1959 : Golden Globe du meilleur espoir masculin (conjointement avec Bradford Dillman et Efrem Zimbalist Jr.)[8]